# Язико-глотковий нерв
Язико-глотковий нерв (лат. n. glossopharyngeus) — IX пара черепних нервів, є змішаним, з переважанням чутливої частини. Чутливі волокна починаються від чутливих вузлів, що у сфері яремного отвору, через який язико-глотковий нерв виходить із черепа, а рухові, як і блукаючий нерв, — від клітин подвійного ядра, що залягає в ромбоподібній ямці.
Чутливі нерви включають:
- барабанний нерв (n. tympanicus), що прямує в барабанну порожнину, де він утворює нервове сплетіння, гілки якого направляються до слизової оболонки барабанної порожнини та слухової трубки
- язикові гілки (rr. linguales) — іннервують задню третину язика
- гілку сонної пазухи (r. sinus carotici) — іннервує каротидний синус
- глоткові гілки (rr. pharyngei) — прямують до слизової оболонки глотки
- гілки мигдалика (rr. tonsillares) — підходять до слизової оболонки піднебінних мигдаликів і дужок

Рухові нерви включають:
- гілку шилоглоткового м'яза (r. musculi stylopharyngei) — іннервують шилоглотковий м'яз;
- глоткові гілки (rr. pharyngei) — об'єднуючись з блукаючим нервом, направляються до м'язів глотки